# エジプト第20王朝
エジプト第20王朝（エジプトだい20おうちょう、紀元前1185年頃 - 紀元前1070年頃）は、新王国時代の古代エジプト王朝。新王国の繁栄が終わりを告げ、古代エジプトが衰退し始める時代を統治した王朝である。初代のセトナクト以外はラムセスと言う名を持っていることからラムセス王朝と呼ばれることもある。

## 歴史

紀元前11世紀代の古代オリエント

第19王朝では王位継承に関する王朝末期の混乱が起き、女王タウセルトの治世を最後に終焉を迎えた。数ヶ月程度の空位期間を経てセトナクトが王位を獲得し、第20王朝が始まった。この経緯やセトナクトの経歴など詳しいことはわかっていない。半世紀余り後に作られた記録では、第19王朝の後にアジア人の首長（イルス、Irsu）の支配によって混乱がもたらされた。そしてセトナクトはこれを倒して秩序を確立し、ファラオになったという。しかし、現在に残る同時代の記録では第19王朝末期と第20王朝初頭にかけて宰相などの地位に人事異動が無かったことを示しており、この記録にある「混乱」が実際にあったのか疑わしい。王位獲得後間もなくセトナクトは死亡し、共同統治者だった王子のラムセス3世が即位した。
このラムセス3世はしばしば「最後の偉大な王」などと呼ばれ、新王国が繁栄した時代を統治した最後の王であると見なされている。彼は自分と同じ名前の王ラムセス2世を手本とした統治を目指し、ラムセス2世の記念物を模倣した建造物や記念碑分を作らせた。シリア・パレスチナへの遠征を記録した碑文やヌビア遠征の碑文がそれである。これらはいずれもラムセス2世の葬祭殿にあった文章を複写したもので、現実の戦争の記録ではない。ラムセス3世はこうした遠征を実際に行うことを夢見ていたかもしれない。しかし、彼の時代は打ち続く外敵の侵入で外征の余裕は無かった。

### 「リビア人」
ラムセス3世の治世第5年にリビア人との間で戦争が発生した。これはリビア人に対するエジプトの政治介入をきっかけに行われ、リビア人の部族メシュウェシュとセベドを中心とした連合軍がエジプトに侵入した。この時の戦いではラムセス3世は勝利を収め、10000人以上のリビア兵を討ち取り1000人を捕虜にした。

### 「イスラエル」
ジャヒの戦いは、イスラエル石碑に残された碑文から知られている。

### 「海の民」
治世第8年には更に深刻な「海の民」の侵入があった。ラムセス3世の葬祭殿に残された碑文によれば、既に彼らによってエジプトの同盟国ヒッタイトが滅ぼされ、シリアやアラシア（キプロス）も荒廃したと言う。
異邦人達は彼らの島々で陰謀を企んだ。全く突然に諸国は戦いに敗れ去り潰走させられた。ケテ、コーデ、カルケミシュ、アルザワ、アラシアを初めとして彼らの支配力の前に立ち得る国は無かった。突然焼け野原となってしまった。アムルの倉庫は破壊された。彼らはその地の民を滅ぼし、その地にはまるで国が存在しなかったようになってしまった。彼らは前へ大火災を広げつつ、エジプトへと向かってきた。彼らはペリシェト、チェッケル、シェケレシュ、デニエン、ウェシェシュなど、一つにまとまりあった諸国の民からなっていた。…
この記録の正確さについて議論はあるが、現実にこの時期の東地中海世界は激変を迎えていた。前1200年頃にはアナトリアの大国ヒッタイトの首都ハットゥシャが破壊されており、紀元前12世紀半ば頃までにはミュケナイ文明圏の主要な国もほとんどが滅亡した。カデシュ、ウガリト、アララハなどシリア地方の有力な都市も多数破壊に見舞われ、その後二度と復興しなかった。この全てが実際に「海の民」によるものかどうかはわからない。しかし、こうした動乱がエジプトにも及んだのがラムセス3世の治世第8年に起きた「海の民」の侵入であった。
「海の民」側は陸海からエジプトに侵入したが、ラムセス3世はアジア駐屯軍を集め、ペルシウムに軍船の壁を作ってこれと相対した。激しい戦闘の後「海の民」に対し陸海ともに勝利を収めてエジプトはその脅威から逃れた。敗れた「海の民」の多数は捕虜となり、エジプトの傭兵となると言う条件でエジプト領内に軍事植民地を与えられた。中でもシリアの遊牧民（ベドウィン）に対抗するために南部パレスチナに居住を認められたペリシテ人は、その後パレスチナの支配権をめぐってヘブライ人と長い戦いを行うことになることで有名である。パレスチナと言う地名もまた、彼らペリシテ人に由来する。
ラムセス3世の治世第11年には、再び西方からメシェウェシュ族が侵入した。しかしラムセス3世はこれをも撃退することに成功した。リビア人らも一部は傭兵としてエジプト国内の軍事植民地に配置されたが、この処置は後のエジプトの歴史に少なからず影響を与えることになる。こうして相次ぐ侵入者を排し、東地中海世界の多くの国が滅亡する中でエジプトは無事存続したのである。

### アメン神殿の強大化

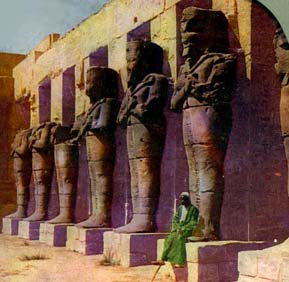
カルナック神殿に残るラムセス3世の石像。19世紀の写生。

三度の戦争で勝利し、国外の脅威を振り払ったラムセス3世は国内も比較的安定させることに成功した。後に残された大ハリス・パピルスによれば、「住民がどこへでも自由に国内を旅行できるようにし、兵士たちも自分の家で休息ができるようになった。武器も長くしまわれたままであった。」というラムセス3世時代の統治の様子が記録されている。
ラムセス3世はこの安定の下で獲られた富をテーベ（古代エジプト語：ネウト、現在のルクソール）での建築活動に投入した。
神殿への寄進も大規模に行われているが、ラムセス3世は長らく続いていた諸神の神殿のバランスをとる政策をやめ、テーベのアメン神殿に対する寄進の比重を高めた。当時の記録に基づく計算では、エジプトの人口の5分の1、耕作地の3分の1が神殿領にあり、このうちテーベのアメン神殿が占める割合は4分の3にも達したと言う。このようなアメン神殿の勢力拡大は後々エジプトの統一に重大な問題を引き起こすことになるが、当面においては神官勢力との連携が内政の安定に繋がったかもしれない。

### ストライキ
しかし上に述べたようなラムセス3世の多くの努力にもかかわらず、その治世末期には内政面の問題が膨らんだらしい。これを象徴するのがラムセス3世の治世第29年に発生した史上初のストライキである。これはテーベ西にあるデール・エル・メディーナの職人や労働者達が給料の遅配に抗議しておこしたものである。当時の労働者への給与は基本的に小麦、大麦といった穀物の現物支給を中心とし、他に定期的に肉や魚、ビール、菓子などが供給されていた。しかし、この頃になると基本給である穀物の供給が滞り始め、数週間から二十日、酷い場合には二ヶ月以上も遅配されるようになった。
遅配の原因には農業生産力の問題以上に高位役人の腐敗が大きく絡んでいたと言われている。政府は菓子や魚などの供給を増加させて宥めたが、主食である穀物類の遅配は全く解決せず、ラムセス3世第29年冬第2月10日遂に労働者達は業務を放棄してトトメス3世葬祭殿で座り込みをはじめた。12日に場所をラメセウムに移し、自分達の窮状を訴えた。これに国庫の備蓄から未払いになっていた先月分給与が支払われたが、労働者達は納得せず今月分の支払いを要求して更にストライキを続けた。17日に遂に今月分給与が支払われてストライキは一旦収まったが、28日に供給されるはずだった次月分の給与が再び遅配したために冬第3月1日にまたストライキが発生した。今度のストライキは長引き、実に二ヶ月間も続いた。断続的に給与が供給されて解散したが、以後ストライキが頻発するようになっており、穀物の分配システムに重大な問題が発生していたことは明らかである。

### ラムセス3世の死

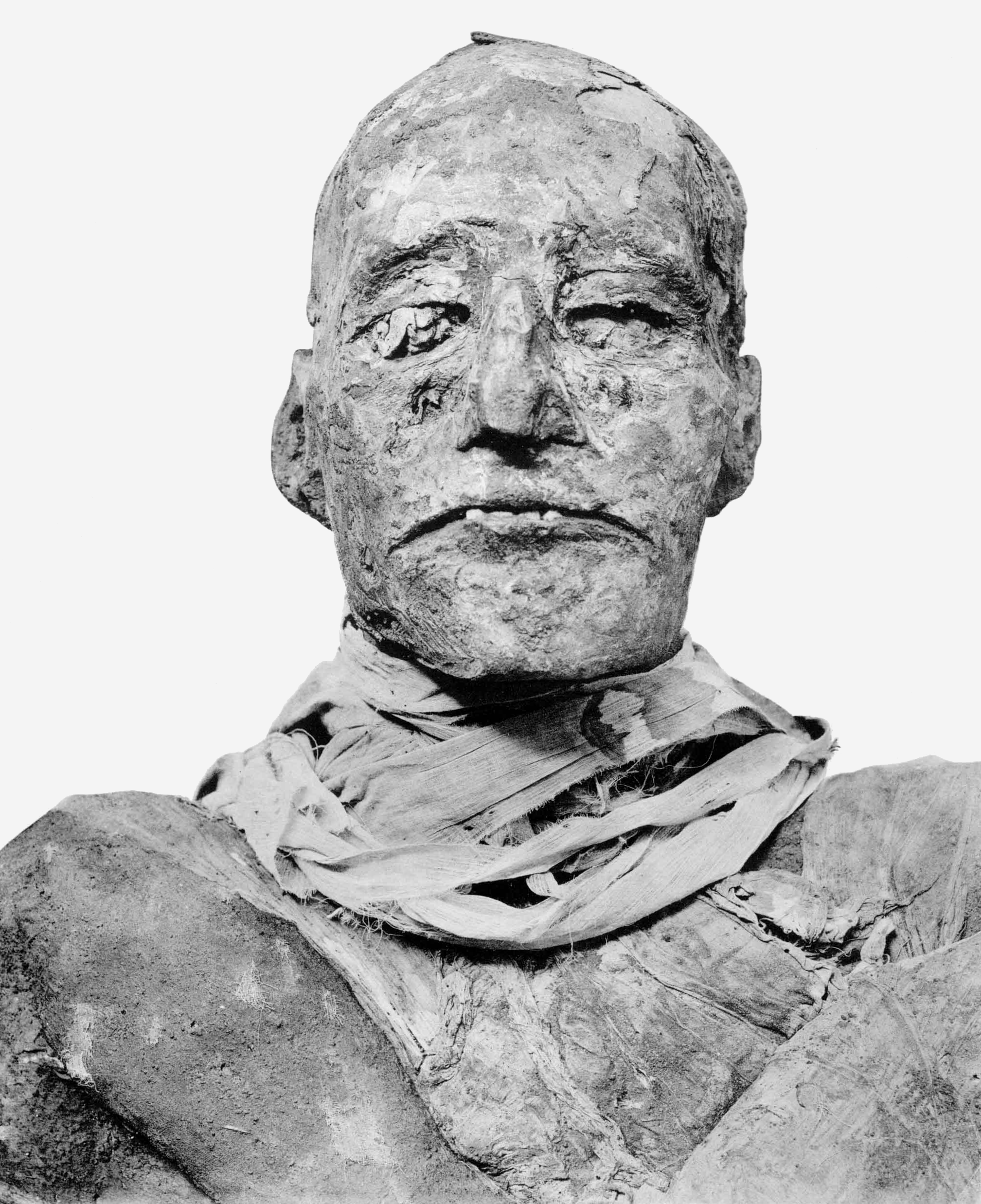
ラムセス3世のミイラ

ラムセス3世の治世末期にラムセス3世の暗殺事件が発生した。それはラムセス3世の妃の一人ティイが自分の息子ペンタウアーを王位に付けようとして計画したもので、賛同者が多数参加していた。
暗殺は成功したが、首謀者のティイを初め全員が逮捕されて裁判にかけられた。この時の裁判記録が現存しており、それによれば裁判は3度に分けられて行われた。最初の裁判では7人の王家の執事、2人の宝庫長、2人の将軍、2人の書記、布告官1人の合計14人が、次の裁判で6人が、三番目の裁判でペンタウアーを含む4人が、4番目の裁判ではこれらの反逆者に供応した裁判官ら5人が罪に問われ、1人を除いて全員が有罪判決を受けた。大半は死刑である。ティイ自身の裁判記録は残っていないが、間違いなく死刑となったであろう。
なお、2012年にイタリアの研究チームが、ラムセス3世のミイラをコンピュータ断層撮影（CT）で調査した結果、のどを覆う布の下に大きく深い切り傷が発見されたことから、ラムセス3世は鋭利な刃物でのどをかき切られて即死状態であったことが分かった。ラムセス3世の死はエジプト新王国が覇者であった時代の終わりでもあった。

### 王権の弱体化
ラムセス3世の死後、王子であったラムセス4世が即位した。彼を含む8人の王については具体的なことがほとんどわかっていない。その後、ラムセス5世、ラムセス6世、ラムセス7世、ラムセス8世が次々と即位したが、彼らの治世年を合計しても30年余りでしかなく、王位が不安定になっていたことが見て取れる。わずかに残る記録によれば、ラムセス5世の時代には内戦が発生した。これは重要都市テーベにまで不安を与えるものであったらしく、王家の谷の労働者達が恐怖を感じて逃亡したと言う。ラムセス6世の時代までにはシリア・パレスチナに対する支配が完全に失われ、シナイ半島も喪失して国境線は下エジプト東部まで後退した。経済的な不安も続いており、王権もエジプトの国威も全く振るわなかった。ラムセス9世は比較的長期間の治世を持ったが、やはり王権の衰退傾向は変わらなかった。厳重に管理されているはずの王家の谷においてさえ墓泥棒が跋扈するようになっていたことが記録に残されている。
ほとんど何の情報も無いラムセス10世の治世を経て、紀元前11世紀初頭に最後の王となるラムセス11世が即位した。ラムセス11世が即位した時、既にエジプトはオリエントの大国としての実態も面目も喪失しつつあった。そしてその治世の間にエジプトの統一は失われてしまうことになる。
弱体化していたエジプトの地位を示す証拠とも言われるのが、木材を得るためにビュブロスに派遣されたウェンアメン（Wenamun）が記録した『ウェンアメンの物語』である。エジプトの使者であるはずのウェンアメンに対し、ビュブロス王のザカルバールの態度は終始冷たく、周辺でもウェンアメンはしばしば命の危機にさらされるような状態であった。もはやエジプトの使者であることが身の安全を保障するものではなかった事が明らかである。

### アメン大司祭国家
ラムセス3世の時代以来勢力を拡張していたアメン神殿の勢力は、ラムセス11世の治世までには、もはや王権の統制を受け付けなくなるほどに拡大した。このためテーベ周辺は事実上アメン大司祭の支配下にあって半独立化していた。こうした事態に対しラムセス11世の治世第12年にアメン大司祭アメンヘテプが失脚し、クシュ総督パネヘシがテーベ周辺の支配権を確立した。これはアメン神殿を統制しようとした第20王朝側の意図によるものと言う説もあるが、ラムセス11世の治世第19年にはパネヘシがテーベから追放されてしまい、ヘリホルがアメン大司祭職を手に入れて上エジプト南部からヌビアに至る地域に支配を広げた。
ラムセス11世の側はこれに対応する術を持たず、ヘリホルは遂に独自の年号「ウヘム・メスウト」を採用、テーベを中心とした上エジプト南部が第20王朝の支配からほぼ完全に離脱するに至った（アメン大司祭国家）。アメン神殿にはカルトゥーシュに囲まれたヘリホルの名が刻まれており、彼が王として振舞ったのは明らかである。そして下エジプトでもラムセス11世はもはやその統治権を行使しえなくなりつつあった。上述のウェンアメン旅行記には、ラムセス11世の生前であるにもかかわらず、まるで王のように扱われるネスーバネブジェドなる人物が登場し、ラムセス11世の治世第23年にはラムセス11世が事実上の統治権を喪失していたことが窺える。
そしてラムセス11世が前1070年頃に死去すると、スメンデスが王位を継承し第21王朝が始まった。こうして下エジプトから上エジプト北部にかけては第21王朝が、上エジプト中部から南部にかけてはアメン大司祭国家が統治すると言う新しい時代が始まったのである。
以後の時代はエジプト末期王朝時代、或いはエジプト第3中間期に分類されている。

## 歴代王
歴代王の治世は原則として参考文献『ファラオ歴代誌』の記述に従う。ただし、ラムセス10世のように治世年数がはっきりしない王もおり、また年代測定法の誤差などから異説が多いことに注意されたい。王命は原則として「即位名（上下エジプト王名）・誕生名（ラーの子名）」の順番に記す。イコールで結ばれた名前は全て即位名である。
- ウセルカラー＝セテプエンラー・セトナクト（前1185年 - 前1182年）
- ウセルマートラー＝メリアメン・ラムセス3世（前1182年 - 前1151年）
- ウセルマートラー＝セテプエンアメン・ラムセス4世（前1151年 - 前1145年）
  - 後にヘカマートラー＝セテプエンアメン・ラムセス4世に変更
- ウセルマートラー・ラムセス5世（前1145年 - 前1141年）
- ネブマートラー＝メリアメン・ラムセス6世（前1141年 - 前1133年）
- ウセルマートラー＝メリアメン＝セテプエンラー・ラムセス7世（前1133年 - 前1126年）
- ウセルマートラー＝アクエンアメン・ラムセス8世（前1133年 - 前1126年[19]）
- ネフェルカラー＝セテプエンラー・ラムセス9世（前1126年 - 前1108年）
- ケペルマートラー・ラムセス10世（前1108年 - 前1098年）
- メンマートラー＝セテプエンプタハ・ラムセス11世（前1098年 - 前1070年）

## 注
1. ↑  海の民とのデルタの戦い（英語版））はカルナック神殿のen:Great Karnak Inscriptionに記されている。
2. ↑  ハッティ、即ちヒッタイトの事。
3. ↑  キッズワトナのこと。アナトリア半島南東部。
4. ↑  ユーフラテス川西岸にある都市。この文章では広くシリア地方全域を指しているとも言われる。カルケミシュの遺跡で発見されている実際の破壊の痕跡については、「海の民」のものではなくエジプトやヒッタイトが弱体化した結果、自立勢力となったシリア地方の諸国による相互の争いの結果とする意見もある。参考文献『古代シリアの歴史と文化 東西文化のかけ橋』参照
5. ↑  アナトリア半島南西部。
6. ↑  キプロス島。
7. ↑  ペリシェトは名称の類似から一般にペリシテ人に比定されている。
8. ↑  詳細不明。一説にはトロイのテウケロスと関係があるとも言われるが、証拠に乏しい。
9. ↑  ハットゥシャの破壊がこの時期であるのは考古学的に確認された事実である。しかしなお「海の民」による破壊と言うエジプトの記録が確実であるかどうかには慎重な意見が多い。
10. ↑  ナイル川三角州の最東部の地。シリアからエジプトに入る経路上の要衝であり、たびたび戦地となった。
11. ↑  ペリシテ人の居住した地域は、ギリシア人によってフィリスティア（Philistia）と呼ばれた。
12. ↑  紀元前3世紀のエジプトの歴史家マネトの記録ではディオスポリスマグナと呼ばれている。これはゼウスの大都市の意であり、この都市がネウト・アメン（アメンの都市）と呼ばれたことに対応したものである。この都市は古くはヌエと呼ばれ、旧約聖書ではノと呼ばれている。ヌエとは大都市の意である。新王国時代にはワス、ワセト、ウェセ（権杖）とも呼ばれた。
13. ↑  参考文献『世界の歴史1　人類の期限と古代オリエント』の記述に基づく。
14. ↑  古代エジプト民衆暦では、一年は3つの季節（増水季、冬、夏）に分けられていた。1つの季節は4ヶ月からなり、1ヶ月の長さは30日である。他に付加日と呼ばれる特別日が5日設けられ、一年は合計で365日であった。しかし、実際の地球の1回帰年が平均365.2422日であるため、4年間の間におおよそ1日分のズレが生じることになり、約730年間（地球の歳差運動その他の要素によって実際には730年丁度ではない。）の間に季節が反転してしまうものであった。このため暦の上では「冬」とあっても必ずしも実際の季節が「冬」であるとは限らない。
15. ↑  ただし、ウェンアメンは後述するアメン大司祭国のヘリホル（英語版）によって派遣された使者であったため、名目的には未だ第20王朝に臣従していたザカルバールとしては冷たく応対したのだという解釈もなしうる。参考文献「ウェンアメン旅行記」『筑摩世界文学大系1 古代オリエント』参照。
16. ↑  「誕生の更新」の意。通常は「再生」と翻訳される。上述のウェンアメンがビュブロスに派遣された年として「再生5年」と記されている。
17. ↑  ネスーバネブジェドこそはマネトが記録するスメンデス（英語版）であると考えられる。
18. ↑  エジプト第3中間期という分類を用いない学者もいる。
19. ↑  参考文献『ファラオ歴代誌』ではラムセス7世、8世に全く同じ治世年が割り当てられている。参考文献『考古学から見た古代オリエント史』の記述ではラムセス7世は前1135年 - 前1129年。ラムセス8世は前1129年 - 前1127年である。